# Lisa-Marie Kwayie
Lisa-Marie Kwayie (* 27. Oktober 1996 in Sunyani, Ghana) ist eine deutsche Leichtathletin, die sich auf Sprints spezialisiert hat und auch Staffeln läuft.

## Leben
Lisa-Marie Kwayie kam mit drei Jahren mit ihrem ghanaischen Vater nach Berlin-Neukölln. Sie hat eine deutsche Stiefmutter. Kwayie studiert Soziale Arbeit.

## Sportliche Laufbahn
Kwayie war ihrem Lehrer bei Grundschulwettkämpfen aufgefallen, er konnte sie in einen Leichtathletikverein lotsen. Im Alter von zwölf Jahren begann Kwayie ernsthaft zu trainieren, wobei sich schnell herausstellte, dass der Sprint ihre Stärke ist. Sie versuchte sich auch im Weitsprung, konnte ihre Schnelligkeit aber nicht in gute Sprünge umsetzen.
2011 schied Kwayie bei ihrer ersten nationalen Wettkampfteilnahme, den Deutschen U18-Meisterschaften in Jena, im 100-Meter-Lauf schon in der Vorrunde aus.
2012 belegte sie über 200 Meter bei den Deutschen U18-Meisterschaften in Mönchengladbach den 9. Platz.
2013 kam Kwayie im 100-Meter-Lauf bei den Deutschen U18-Meisterschaften in Rostock auf den 4. Platz.
2014 wurde sie über 200 Meter Vizemeisterin bei den Deutschen U20-Hallenmeisterschaften in Sindelfingen und bei den Deutschen U20-Meisterschaften in Wattenscheid, wo Kwayie zudem über 100 Meter den 3. Platz erreichte. International kam sie bei den U20-Weltmeisterschaften in Eugene (Oregon) in der 4-mal-100-Meter-Staffel mit Lisa Mayer, Gina Lückenkemper und Chantal Butzek auf den 3. Platz, schied dort aber beim 100-Meter-Lauf in der Vorrunde aus.
2015 wurde Kwayie in Neubrandenburg erneut Deutsche U20-Hallenvizemeisterin auf der 200-Meter-Distanz und kam bei den Deutschen Hallenmeisterschaften in Karlsruhe über 60 Meter auf den 12. Platz.
2016 erreichte sie bei den Deutschen Hallenmeisterschaften in Leipzig über 60 Meter den 9. Platz.
2017 kam Kwayie bei den Deutschen Hallenmeisterschaften in Leipzig über 60 Meter auf den 11. Rang und holte auf der 200-Meter-Distanz Bronze bei den Deutschen U23-Meisterschaften in Leverkusen. International holte sie in Bydgoszcz bei den U23-Europameisterschaften beim 100-Meter-Lauf den 9. Platz.
2018 erfüllte Kwayie im April beim Wettkampf zum Abschluss des Sprinttrainingslagers in Clermont (Florida) mit 11,29 s über 100 Meter die Norm von 11,35 s für die Europameisterschaften in Berlin. Beim Athletics World Cup in London erreichte sie im 100-Meter-Sprint den achten Rang. In Nürnberg wurde Kwayie mit 11,33 s Deutsche Vizemeisterin und unterstrich damit ihre Form für die Europameisterschaften, wo sie in der Staffel Bronze gewann.
2019 nahm sie erstmals an der Universiade in Neapel teil und gewann dort in 11,39 s die Bronzemedaille über 100 Meter hinter der Inderin Dutee Chand und Ajla Del Ponte aus der Schweiz. Auch über 200 Meter gewann sie mit neuer Bestleistung von 23,11 s die Bronzemedaille hinter der Weißrussin Kryszina Zimanouskaja und Wessolly.
Kwayie ist seit der Leistungssportreform 2017/18 im Perspektivkader des Deutschen Leichtathletik-Verbandes (DLV).

## Vereinszugehörigkeiten
Kwayie startet seit 2014 für die Neuköllner Sportfreunde und war zuvor beim LAC Berlin.

## Bestleistungen
(Stand: 26. Juli 2020)
Halle
- 60 m: 7,19 s, Leipzig, 16. Februar 2019
- 200 m: 23,62 s, Leipzig, 19. Februar 2017
- 4 × 200 m: 1:36,33 min, Halle, 1. März 2014

Freiluft
- 100 m: 11,19 s, Regensburg, 26. Juli 2020
- 200 m: 22,77 s, Doha, 30. September 2019
- 4 × 100 m: 42,23 s, Berlin, 12. August 2018

## Erfolge
national
- 2011: Teilnahme Deutsche U18-Meisterschaften (100 m)
- 2012: 9. Platz Deutsche U18-Meisterschaften (200 m)
- 2013: 4. Platz Deutsche U18-Meisterschaften (100 m)
- 2014: Deutsche U20-Hallenvizemeisterin (200 m)
- 2014: Deutsche U20-Vizemeisterin (200 m)
- 2014: 3. Platz Deutsche U20-Meisterschaften (100 m)
- 2015: Deutsche Jugend-Hallenvizemeisterin (200 m)
- 2015: 12. Platz Deutsche Hallenmeisterschaften 2015 (60 m)
- 2016: 9. Platz Deutsche Hallenmeisterschaften 2016 (60 m)
- 2017: 11. Platz Deutsche Hallenmeisterschaften 2017 (60 m)
- 2017: 3. Platz Deutsche U23-Meisterschaften (200 m)
- 2018: Deutsche Vizemeisterin (100 m)
- 2019: Deutsche Hallenmeisterin (60 m)
- 2020: Deutsche Hallenmeisterin (60 m)
- 2020: Deutsche Meisterin (100 m)
- 2020: 3. Platz Deutsche Meisterschaften 2020 (200 m)
- 2021: 2. Platz Deutsche Meisterschaften 2021 (200 m)
- 2024: 2. Platz Deutsche Hallenmeisterschaften 2024 (60 m)

international
- 2014: 3. Platz U20-Weltmeisterschaften (4 × 100 m)
- 2014: Teilnahme U20-Weltmeisterschaften (100 m)
- 2017: 9. Platz U23-Europameisterschaften (100 m)
- 2017: Teilnahme U23-Europameisterschaften (4 × 100 m)
- 2018: 8. Platz Athletics World Cup (100 m)
- 2018: 3. Platz Europameisterschaften (4 × 100 m)